# Стуф, Жан-Батист
Жан-Батист Стуф (фр. Jean-Baptiste Stouf; 1742[…], Париж — 1 июля 1826[…], Шарантон-ле-Пон) — французский скульптор.

## Биография
Уроженец Парижа. Учился скульптуре у Гийома Кусту. В 1769 году получил Римскую премию второй степени, после чего на протяжении восьми лет проживал в Риме. По возвращении во Францию стал академиком Королевской академии живописи и скульптуры (1785).
В сентябре 1810 года Жан-Батист Стуф сменил Жана Гийома Муатта на посту профессора скульптуры в Высшей школе изящных искусств Парижа. Благодаря этому он имел многочисленных учеников. Он регулярно выставлял свои работы на Парижском салоне вплоть до 1819 года. Творчество Стуфа считается своего рода переходным этапом между французской скульптурой XVIII и XIX столетий.
Дочь Жана-Батиста Стуфа была замужем за художником Огюстом Кудером.
Работы Стуфа сегодня хранятся в Лувре и Версале, а также в американских Метрополитен-музее в Нью-Йорке и музее Гетти в Лос-Анджелесе.

## Галерея

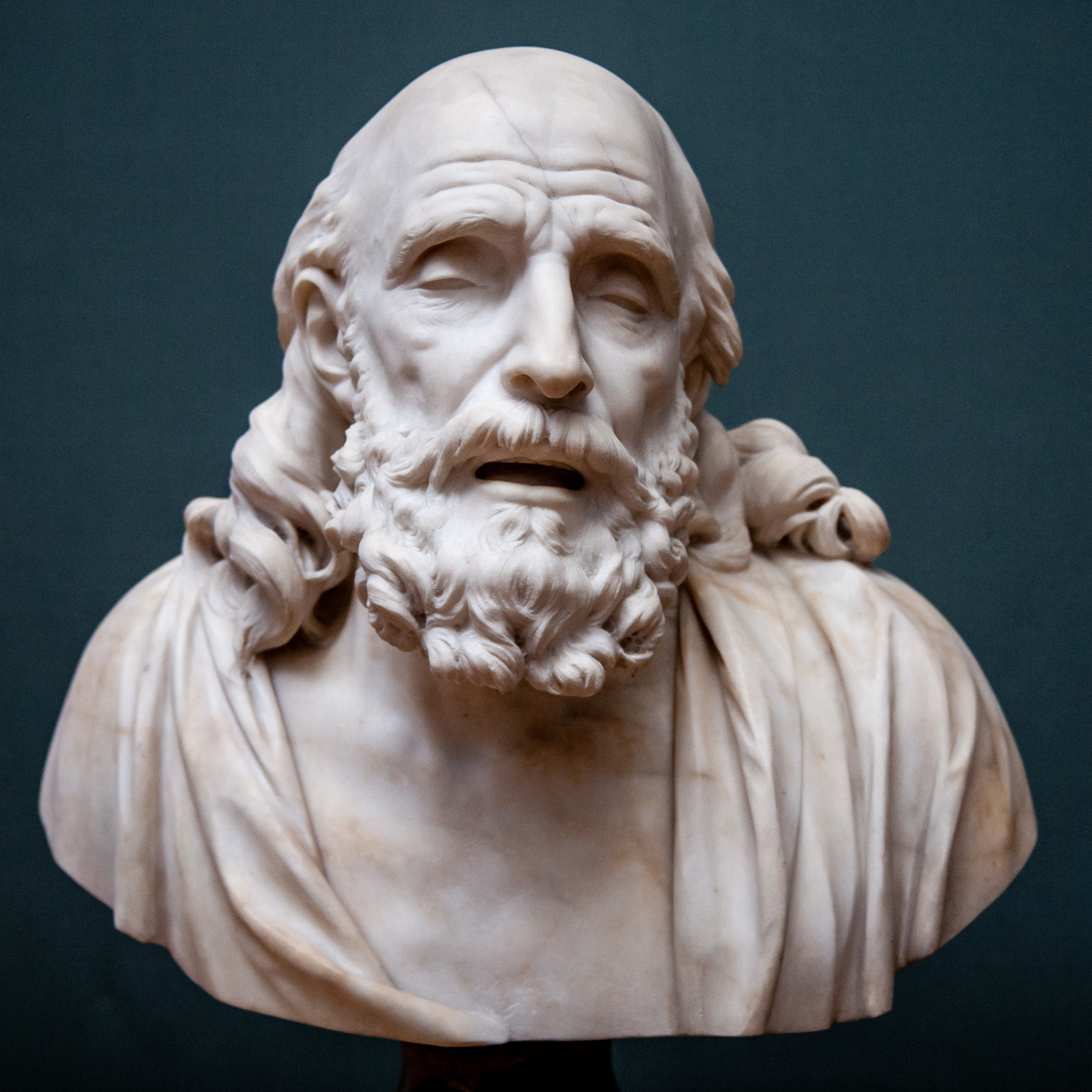
Велизарий. Музей Гетти, Лос-Анджелес.
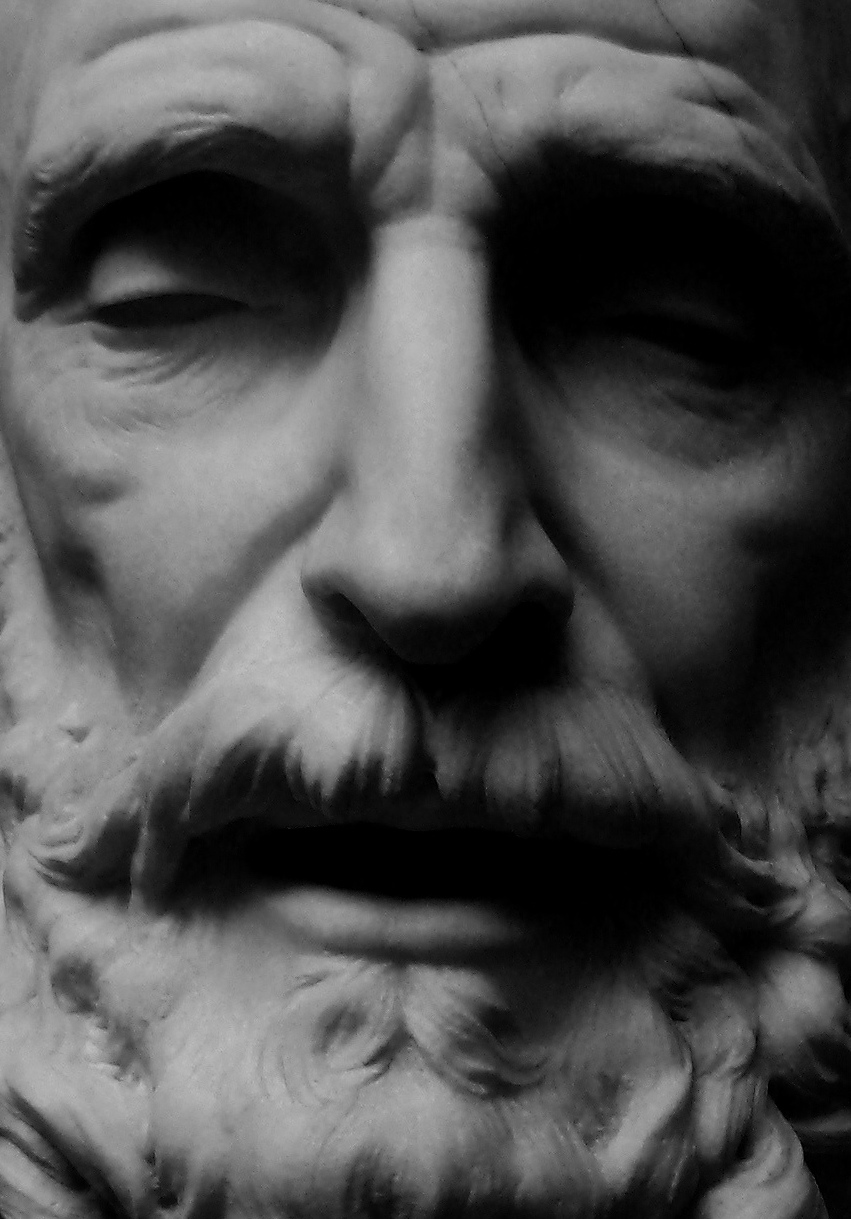
Бюст Велизария крупным планом.
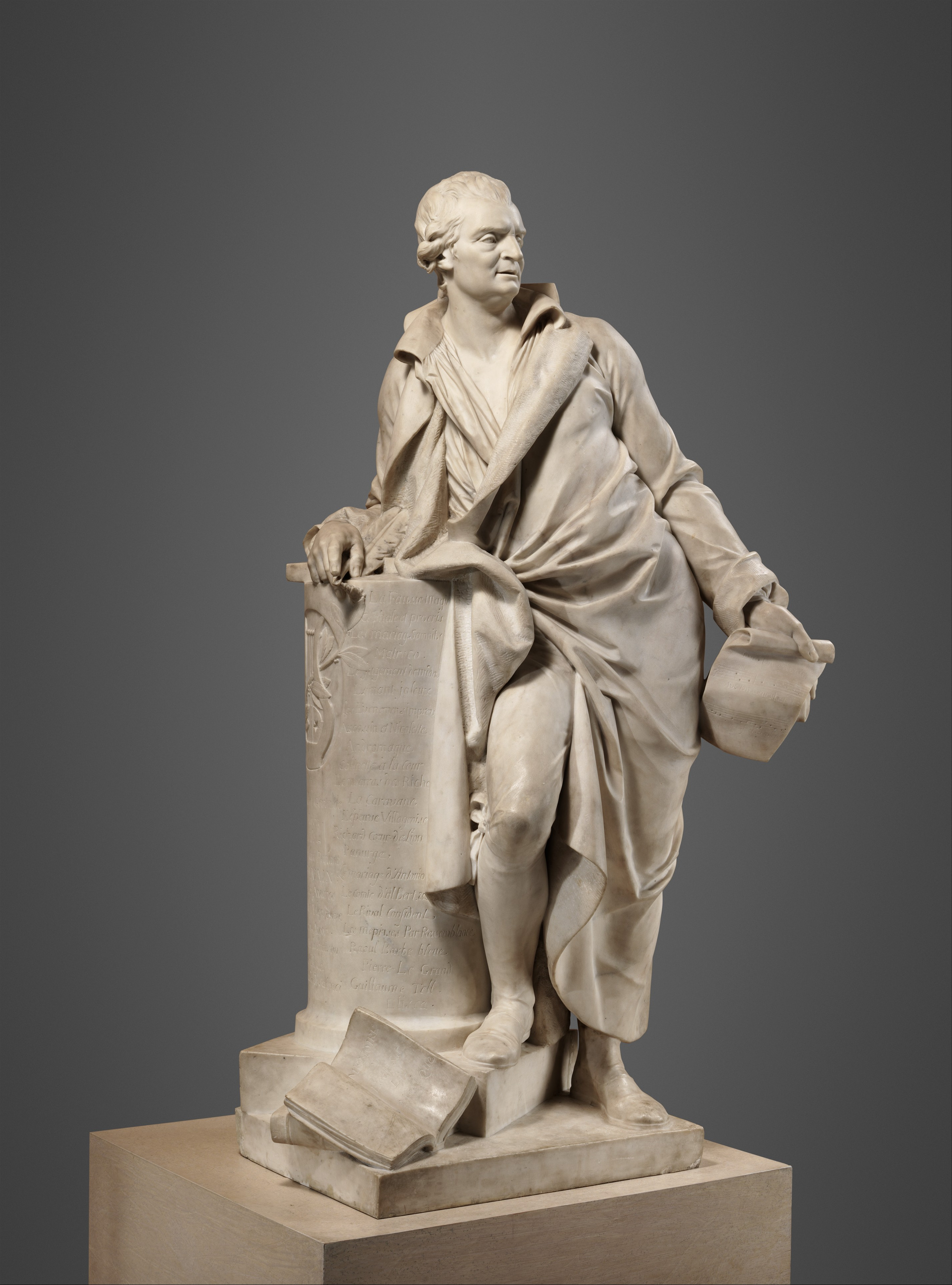
Композитор Андре Эрнест Модест Гретри, Метрополитен-музей, Нью-Йорк.
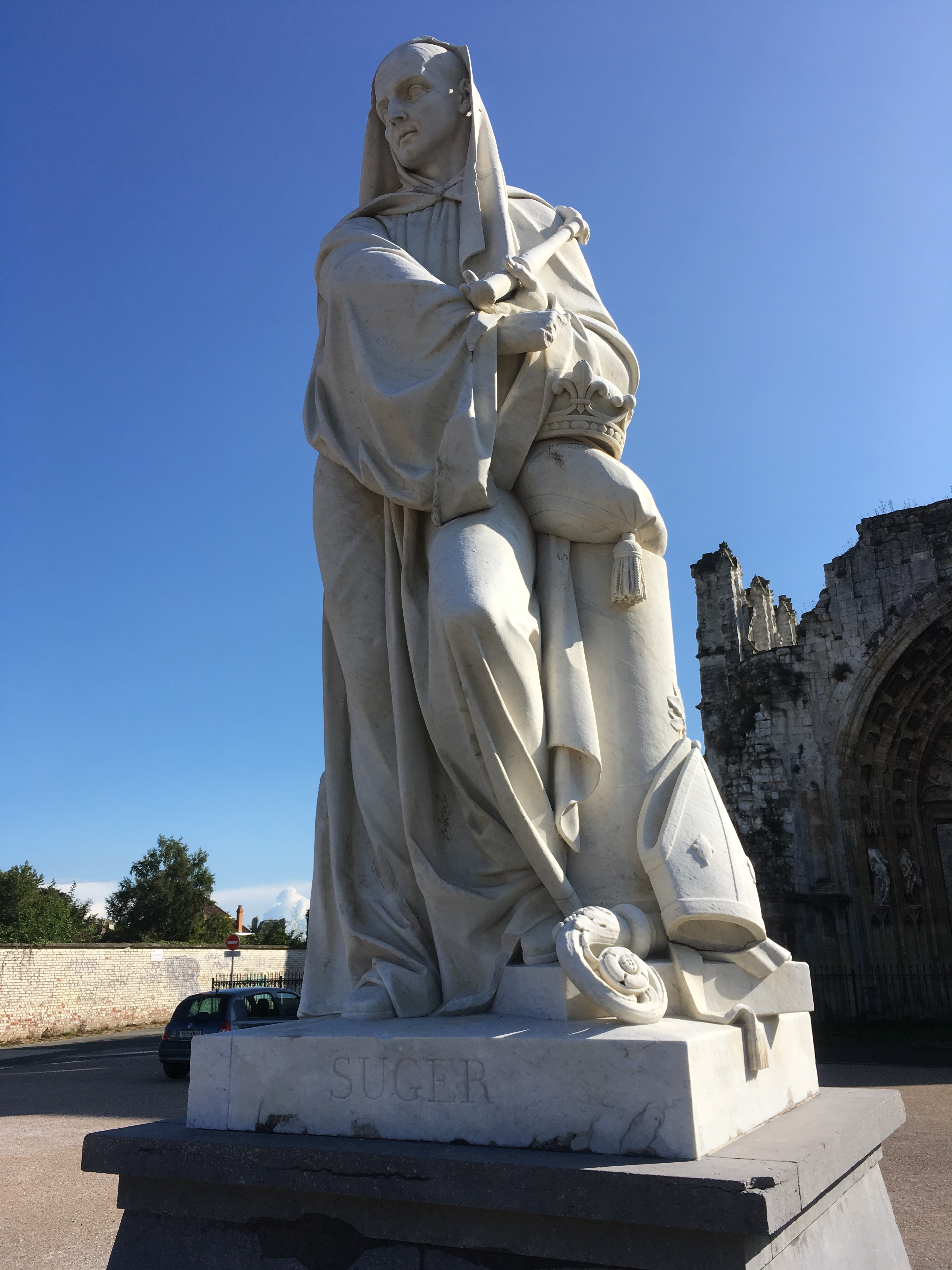
Аббат Сугерий. Сент-Омер.
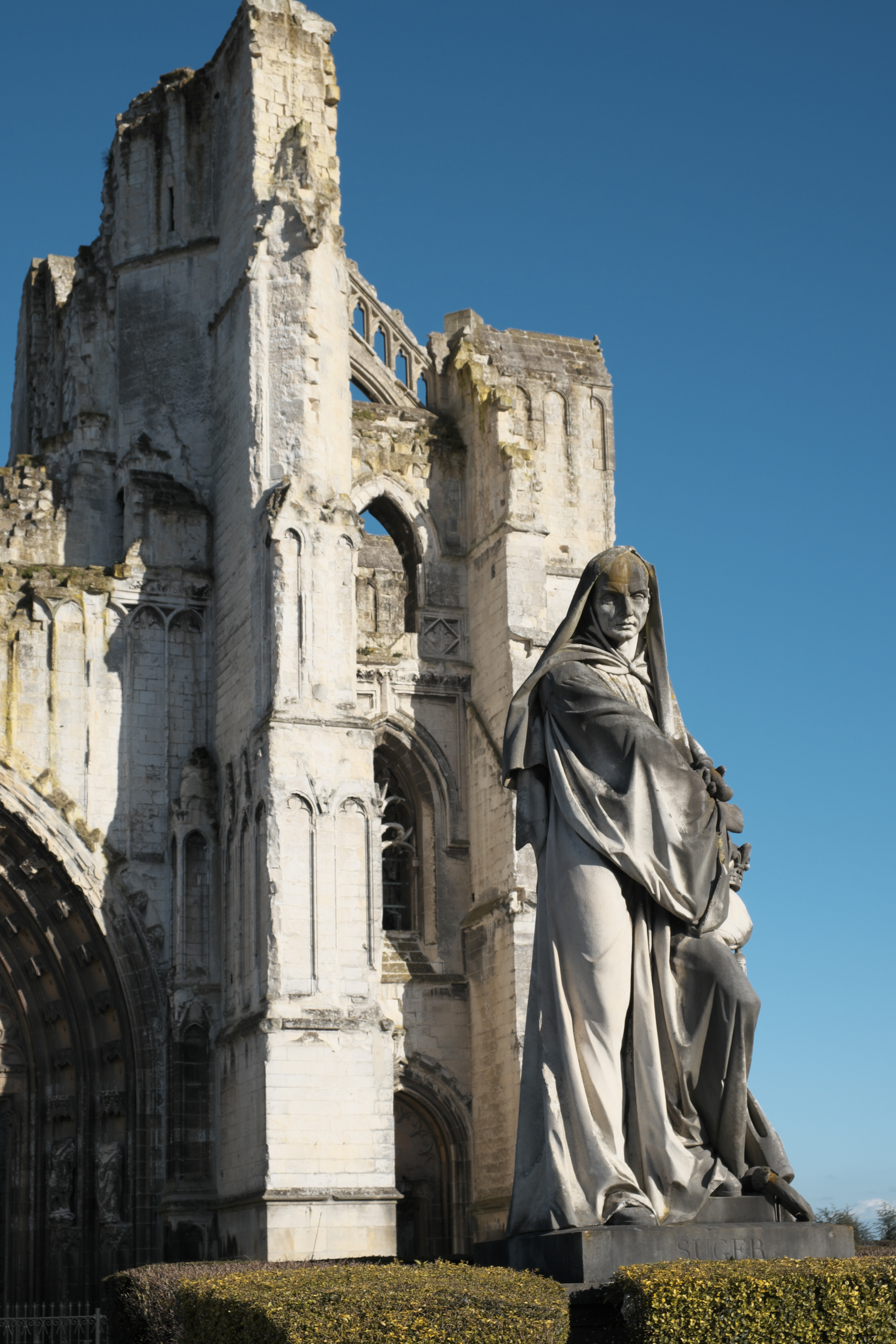
Памятник аббату Сугерию, вид с другого ракурса.
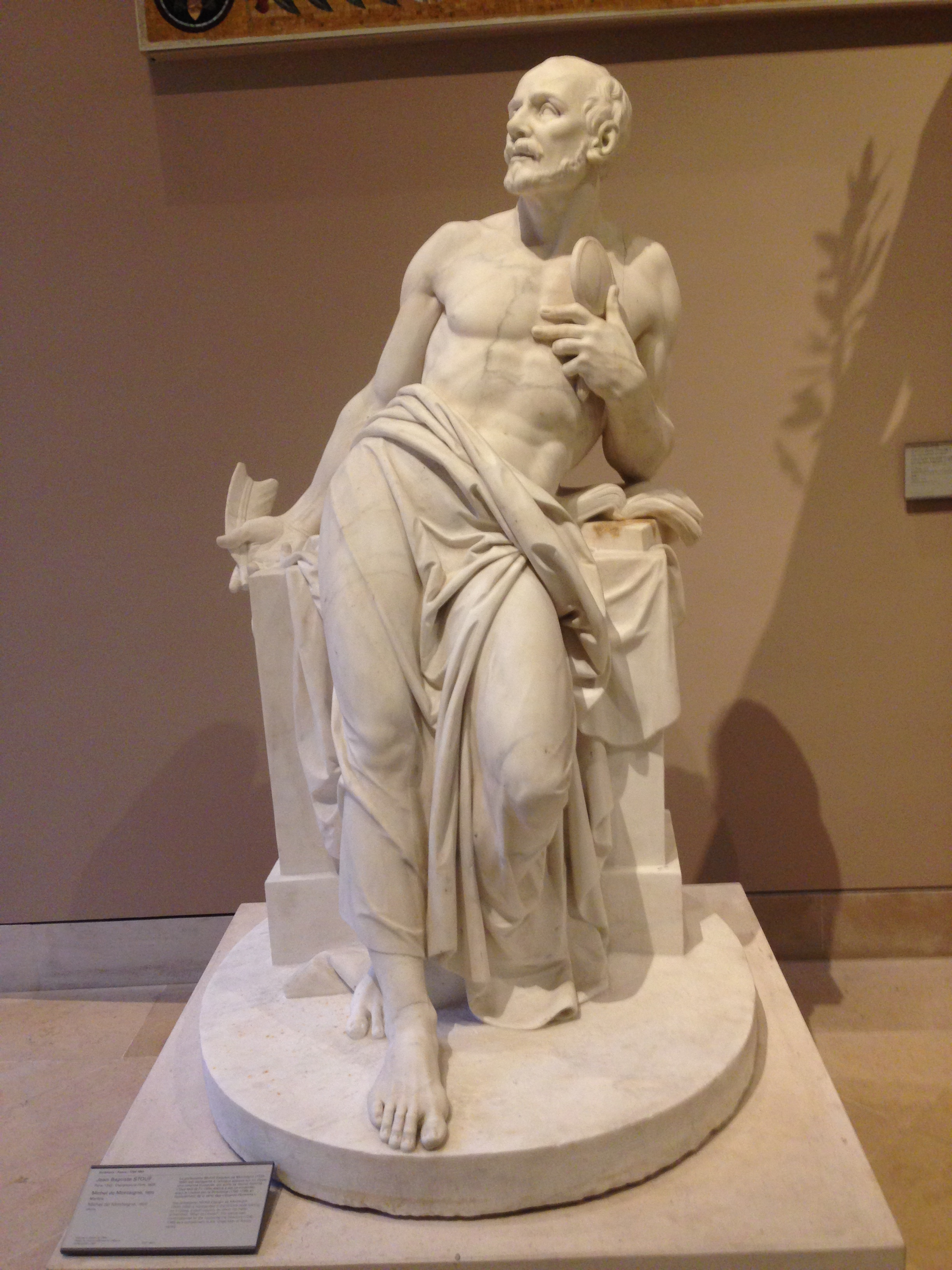
Мишель Монтень. Лувр.
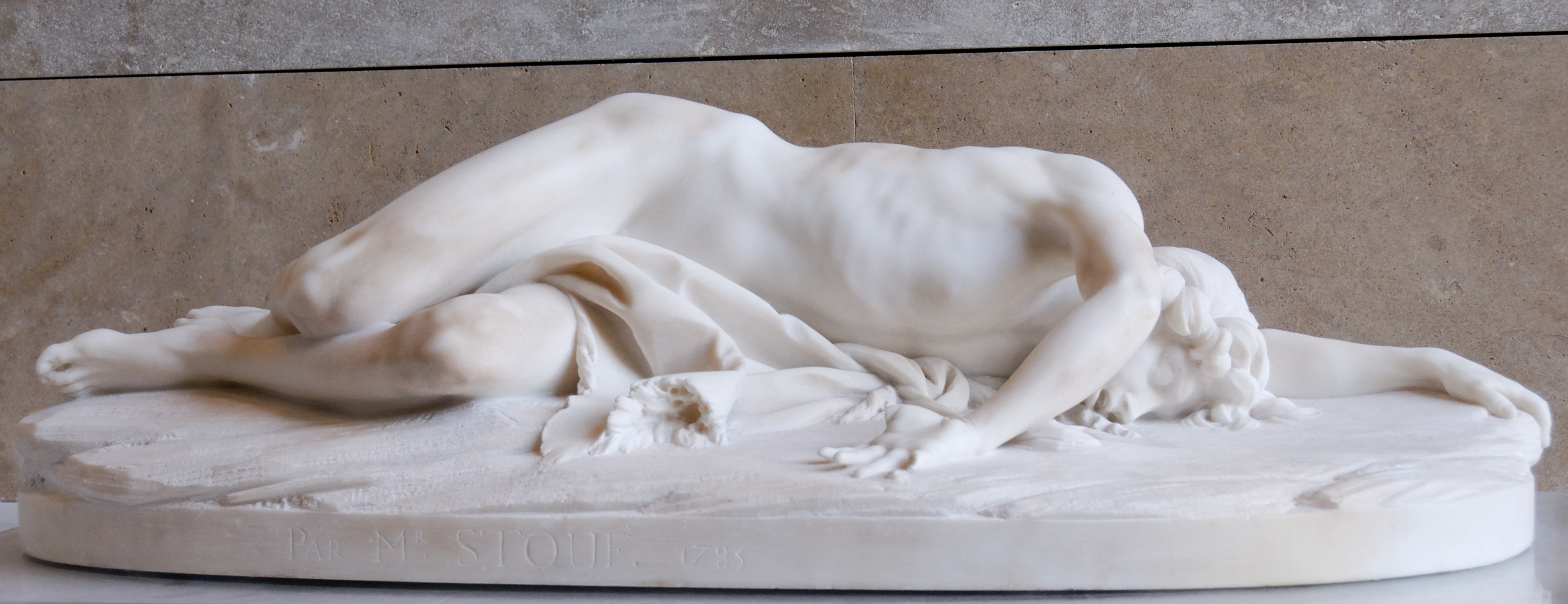
Авель, Лувр.